# Vanguardia (journal colombien)
Ne doit pas être confondu avec La Vanguardia.
Vanguardia (jusqu'à 2019 Vanguardia Liberal) est un journal quotidien colombien édité à Bucaramanga et couvrant le département de Santander.

## Histoire
Il fut fondé le 1er septembre 1919 comme Vanguardia Liberal, alors que le département de Santander connaît une expansion économique forte avec l'exploitation des premiers puits de pétrole. Son fondateur est Alejandro Galvis Galvis (1891-1981), un membre important du Parti libéral colombien.  
Le 16 octobre 1989, une voiture piégée par le Cartel de Medellín fait 4 morts en face du siège du journal.
Dans le Mars 2019, il change son nom de Vanguardia Liberal en Vanguardia.